# Hyotheridium
Hyotheridium є можливим евтерієм з пізньої крейди (можливий пізній сантон—початок кампану) формації Дядохта на півдні Монголії. Однак, скам'янілість — погано збережений череп із верхньою та нижньою щелепами, з'єднані так, що їх важко розділити та дослідити, важко визначити, що це таке.